# Тайся-рю
Тайся-рю (яп. タイ捨流 ) — древняя школа кэндзюцу, классическое боевое искусство Японии, основанное приблизительно в 1567 году мастером по имени Курандо Марумэ. Стиль Тайся-рю пользовался особой популярностью в регионе Кюсю во времена Миямото Мусаси.

## История
Школа Тайся-рю была основана приблизительно в 1567 году мастером по имени Курандо Марумэ (яп. 丸目蔵人長恵, 1540—1629), также известным как Марумэ Исими но Ками Нюдо Тэссай Фудзивара Нагаёси Курандо но Сукэ. Когда создателю стиля было 16 лет, он стал студентом Амакуса Ито-но-ками, владельца Замка Амакуса-дзё. Два года спустя он стал студентом Камиидзуми Исэ-но-ками Нобуцуна, известного мастера школы Синкагэ-рю и одного из величайших фехтовальщика японской истории. Именно Марумэ ассистировал Камиидзуми Исэ-но-ками Нобуцуна во время демонстрации его техники фехтования перед сёгуном Асикага. В 1567 году Курандо получил от своего наставника мэнкё кайдэн школы Синкагэ-рю, после чего вернулся в свою родную провинцию Хиго (современная префектура Кумамото).
Марумэ Курандо соединил полученные от своих учителей знания с магией божества Мариситэн (яп. 摩利支天), уходящей своими корнями в Индию, и основал собственную школу будзюцу Синкагэ Тайся-рю. Несколько позднее у Марумэ появилась возможность познакомиться с китайским ушу, и оценив его по достоинству, он ввёл многие китайские элементы в свою школу, которая в итоге получила название Тайся-рю.
После возвращения на родину, Курандо поступил на службу к господину замка Дзинся-дзё князю Сагара Ёситэру. В 1569 году разразилась война между Сагара и могущественным кланом Симадзу, в которой Марумэ, возглавивший армию Сагара, потерпел жестокое поражение от Симадзу Иэхисы. После этого он впал в немилость у Сагары Ёситэру, которая продолжалась около 15 лет. Именно в этот период «немилости» Марумэ разработал свою школу Тайся-рю и подготовил особый диверсионный отряд Сагара синоби-гун. После прихода к власти Сагары Нагауми, Курандо обрел возможность вернуться из «изгнания».
После смерти Марумэ Курандо главным наставником по боевым искусствам во владениях князей Сагара стал его лучший ученик, китаец Чжуань Линьфан (японское имя - Дэн Ринбо Райгё), бывший пират. Именно Дэн Ринбо стал первым командиром отряда «спецназа» ниндзя Сагара (Сагара синоби-гун) и начальником всей службы шпионажа этого клана.
Дэн создал по всей Японии огромную разведывательную сеть, позволившую князьям Сагара выполнить возложенную на них сёгуном задачу по контролю тайной торговли с зарубежными странами (официально запрещённой). В награду за работу князь Сагара получил земельные владения в районе Амакуса, где прежде находилась вотчина императора. Вместе с его управляющим туда переехало большое число бойцов из Тайся-рю. Кроме того, 24 человека из числа бойцов этой школы были взяты для службы в замок Эдо в качестве охранников сёгуна. Продемонстрировавшие превосходную подготовку ниндзя Сагара получили от сёгунского правительства задание осуществлять надзор за деятельностью других групп шпионов, и выполняли эти обязанности до самой буржуазной революции Мэйдзи.
Главным секретом школы Тайся-рю считается техника «скрытого меча» — ура-тати (яп. 裏太刀). Источники называют её техникой «меча соединенных воедино трех тел» (сансин иттай-но кэн). Имеется в виду, что ниндзя Сагара постоянно действовали тройками и практиковали групповые атаки, защититься от которых у противника-одиночки не было практически никакой возможности.
Последователи ура-тати овладевали техникой боя не только с мечом, но и с парой коротких мечей (сёто), боевых серпов (кусаригама), коротких копий (тэяри). Они изучали технику метания сюрикэнов, фехтования нагинатой, плавание (суэйдзюцу) и верховую езду, а также китайский рукопашный бой, привнесенный лично Дэн Ринбо (например, в технике ура-тати удары мечом сочетаются с разнообразными ударами ногами). При этом, каким бы оружием не были вооружены эти ниндзя, они должны были уметь согласованно действовать в тройке, разя с разных углов, в разной последовательности, на разных уровнях. Все манипуляции холодным оружием сопровождались бросками ослепляющего порошка, мэцубуси, по глазам противника.
Традиции Тайся-рю всё ещё преподается на сегодняшний день. Их хранителем является 13-й сокэ Ямакита Такэтада. Школа по-прежнему практикует как омотэ, так и ура-тати вместе с заклинаниями из миккё, которые были добавлены самим Марумэ Курандо.

## Генеалогия
Линия передачи традиций школы Тайся-рю выглядит следующим образом:
1. Марунэ Ивами но Ками Нюдо Тэссай Курандо но Сукэ;
2. Куносукэ Гунсукэ Оками Тадаюки;
3. Сагара Содзиро Ёситакэ (яп. 相良庄次郎頼武);
4. Сагара Сабиёэ Нагаса (яп. 相良左兵衛長房);
5. Коносэй Гоноэмон Нюдо;
6. Ода Ситиро Уэмон (яп. 小田七郎右衛門藤原定矩);
7. Ода Сэка Садаки;
8. Ода Наодзаэмон;
9. Ода Кинда Дзаэмон;
10. Ода Нагхиро Дзаэмон;
11. Самута Тиудзо;
12. Ода Сэка Садатака;
13. Ямакита Такэнори (Такэтада) Фудзивара Садамунэ (яп. 山北竹任藤原定宗).